# Kozice (Garwolin)
Pour les articles homonymes, voir Kozice.
Kozice (prononciation : [kɔˈʑit͡sɛ]) est un village polonais de la gmina de Trojanów dans le powiat de Garwolin de la voïvodie de Mazovie dans le centre-est de la Pologne.
Il se situe à environ 3 kilomètres au sud-ouest de Trojanów (siège de la gmina), 27 kilomètres au sud-est de Garwolin (siège du powiat) et à 80 kilomètres au sud-est de Varsovie (capitale de la Pologne).

## Histoire
De 1975 à 1998, le village appartenait administrativement à la voïvodie de Siedlce.